# ادعاء كلات
ادعاء كلات (الفارسية: فتحنامه‌ی کلات) هي مسرحية من تأليف بهرام بيزاي، كُتبت في عام 1982.

## النص
تم تأليف المسرحية في عام 1982 وكانت مستوحاة من مسرحية ماكبث، حيث عُرضَت لأول مرة في طهران، بإيران، في عام 1984 على يد دار دماوند للنشر. وفي وقت لاحق، عرضتها ناشر بيزاي الحصري، في روشانجاران، الذي طبع ترجمة مانوتشر أنور الإنجليزية في عام 2016.

## الحبكة
تنازع قائدان أثناء الغزو المغولي لخوارزم حول من يسيطر على كلات وغزوها في النهاية على يد الآلان.

## بلغات أخرى
هناك ترجمة إنجليزية بقلم منوشهر أنور [الإنجليزية]، مع تغييرات طفيفة بناءً على طلب الكاتب المسرحي.

## ملحوظات
1. ↑  "Beyzai's 'Kalat Claimed' Published in English". Financial Tribune. 14 نوفمبر 2016.
2. ↑  "Kalat claimed". opac.nlai.ir.
3. ↑  "Beyzai's 'Kalat Claimed' Published in English". Financial Tribune. 14 نوفمبر 2016."Beyzai's 'Kalat Claimed' Published in English". Financial Tribune. November 14, 2016.

## قراءة إضافية
- Beyzai، Bahram (2016). Kalat Claimed: A Play by Bahram Beyzai. ترجمة: Manuchehr Anvar. Tehran: Roshangaran. ISBN:978-964-194-117-0.